# Flumen
Flumen (plurale: flumina) è un'espressione latina che significa fiume, ed è di uso comune in esogeologia per designare quelli che potrebbero sembrare canali di acqua o di altri composti chimici allo stato liquido, individuati sulla superficie di altri pianeti o corpi celesti. Il nome è attualmente utilizzato per descrivere alcune formazioni presenti su Titano, il maggiore satellite di Saturno).
I flumen prendono il nome di fiumi mitici o immaginari.

## Flumina
- Apanohuaya Flumen
- Celadon Flumina
- Elivagar Flumina
- Gihon Flumen
- Hubur Flumen
- Karesos Flumen
- Kokytos Flumina
- Sambation Flumina
- Saraswati Flumen
- Vid Flumina
- Xanthus Flumen